# Punto Informatico
Punto Informatico è una testata giornalistica online gratuita in lingua italiana, specializzata in nuove tecnologie, Internet e comunicazione, con rubriche e forum di discussione.
Si è distinta anche da altre fondate dopo di essa per l'attenzione dedicata al mondo dei software liberi (tra cui il sistema operativo Linux) e per aver pubblicato i propri articoli sotto licenza Creative Commons dal 2004 al 2018.

## Storia
Il quotidiano è stato fondato nel 1995 da Andrea De Andreis, che fu primo direttore. Distribuito inizialmente attraverso il sistema BBS, la sua prima apparizione sul web è avvenuta il 7 febbraio 1996. È stata la prima testata giornalistica italiana su Internet con cadenza quotidiana e dalla sua fondazione uno dei quotidiani online più letti.
Nel 1997 Punto Informatico assorbe l'e-zine "MondoBit Online" insieme al suo fondatore, Alessandro Del Rosso, e a parte del relativo gruppo di articolisti.
Nel 2001 Punto Informatico è stata la prima testata giornalistica italiana a dotarsi di un forum attivo per ogni notizia pubblicata. Fin dall'inizio i forum sono stati aperti a tutti e non moderati, permettendo un costruttivo rapporto tra la redazione del quotidiano e i suoi lettori, oltre che tra i lettori stessi.
Nel 2002 Paolo De Andreis è diventato direttore responsabile di Punto Informatico sostituendo il padre Roberto. Negli anni che seguono il quotidiano ha aperto nuove sezioni, come PI Telefonia, PI Gadget, PI Download e PI Lavoro, che hanno rappresentato un approccio differente ai relativi temi rispetto ad altri servizi editoriali del tempo. 
Con il passare del tempo tra il 2004 e il 2007, le aree del giornale dedicate a settori specifici, sono stati associati ad altrettanti sottodomini, suddividendo gli argomenti e aggiungendo anche una sezione - PI Video - in cui gli utenti potessero, come nel più noto YouTube, caricare i propri filmati: sistema col quale talvolta gli articoli dello stesso giornale vengono corredati di elementi multimediali.
A paragone con testate giornalistiche di pari diffusione, Punto Informatico è stata la prima ad aver pubblicato tutti i contenuti del proprio sito (articoli, messaggi, approfondimenti, editoriali) con una licenza libera di utilizzo, la Creative Commons, dal 2004  fino alla scomparsa di questa attività sotto la proprietà BlazeMedia (2018).
Dal 24 ottobre 2008 la testata, ovvero la De Andreis Editore da cui era edita, è stata acquisita dal gruppo Edizioni Master. Operazione che, insieme al graduale inserimento di nuove sezioni e servizi, ha determinato un'ulteriore crescita d'interesse e di traffico verso il sito ma anche alcune perplessità circa la potenziale perdita di indipendenza giornalistica.
A dicembre 2010 Punto Informatico ha aperto una sezione "PI Libri" dedicata alla pubblicazione gratuita di libri in formato elettronico (e-book, PDF, ecc.).
Ad aprile 2012 lancia PI Webinar, servizio innovativo dedicato alle aziende e ai professionisti dell'ICT.
In seguito alle difficoltà economiche di Edizioni Master ad aprile 2018 Punto Informatico passa sotto il controllo della BlazeMedia srl. La veste grafica del sito viene rinnovata e scompaiono le preesistenti diciture, ovunque, della licenza Creative Commons, oltre a non esserci più nei nuovi articoli.

## Le aree di discussione
Durante i primi anni di attività, i forum presenti sul sito sono stati organizzati secondo una gerarchia che dava la possibilità agli utenti di aprire collegialmente forum tematici di proprio interesse. Dopo varie discussioni sulla libertà data ai commentatori di scrivere senza previa registrazione, da dicembre 2006 i forum sono stati dotati di un sistema di moderazione a posteriori e su segnalazione degli stessi lettori o partecipanti ai forum.

## Dati di diffusione
Dalla sua fondazione, il giornale ha acquisito e consolidato una vasta ed eterogenea comunità di lettori.
Secondo i dati di gennaio 2007 di Google Analytics, Punto Informatico era visitato mediamente ogni giorno da 90.000 utenti, ogni mese aveva 1.200.000 lettori, sui suoi forum erano pubblicati ogni giorno 1.700 commenti, le sue newsletter erano ricevute da più di 70.000 utenti, e in un mese venivano lette oltre 13 milioni di pagine.

## Persone e ruoli
- Direttore Responsabile: Matteo Campofiorito

### Staff storico
- Andrea De Andreis (fondatore e editore) fino a novembre 2009[14]
- Paolo De Andreis (direttore responsabile, editorialista, articolista) fino a novembre 2009[14]
- Luca Schiavoni (grafico, rubricista, editorialista) - "PI Download" fino ad agosto 2009.[15]
- Dario Bonacina (articolista, rubricista) - "PI Telefonia" fino a giugno 2009.
- Alessandro Del Rosso (articolista) fino a luglio 2010.
- Andrea Iacurto (responsabile tecnico) fino a gennaio 2010.
- Giuseppe Augiero (articolista) dal 1996 e fino al 2003.
- Alfonso Maruccia (articolista) dal 10 ottobre 2006 fino a maggio 2018.

## Controversie
Nel 2000 l'azienda Buongiorno ha denunciato la rivista on-line Punto Informatico per diffamazione.
L'editore è stato condannato nel 2002 a pagare un indennizzo di oltre 51.000 euro.
Nel 2010 Buongiorno è stata poi effettivamente condannata per spam (tecnicamente 'trattamento illecito di dati personali'), perdendo anche il ricorso in appello opposto dai soccombenti nel 2011 e in Cassazione nel 2012.